# Taça Boa Vista
A Taça Boa Vista de Futebol é um torneio de futebol realizado em Roraima, no Brasil, sendo a denominação do primeiro turno do Campeonato Roraimense. A competição é disputada desde 1995, porém só recebeu este nome em 2013.

## Títulos

### Títulos por equipe
| Clube            | Títulos | Anos dos títulos                                           | Vice-campeonatos | Anos dos vices                           |
| ---------------- | ------- | ---------------------------------------------------------- | ---------------- | ---------------------------------------- |
| São Raimundo     | 10      | 1997, 1998, 2005, 2012, 2014, 2018, 2019, 2020, 2022, 2023 | 7                | 2004, 2006, 2009, 2013, 2015, 2017, 2021 |
| Baré             | 6       | 1995, 2003, 2006, 2010, 2016, 2017                         | 7                | 1996, 1998, 1999, 2002, 2005, 2007, 2008 |
| Atlético Roraima | 5       | 2001, 2002, 2004, 2007, 2009                               | 4                | 1995, 2000, 2003, 2019,                  |
| Náutico          | 3       | 2013, 2015, 2021                                           | 5                | 2010, 2011, 2012, 2016, 2022             |
| Rio Negro        | 2       | 1999, 2000                                                 | 1                | 2001                                     |
| Progresso        | 1       | 2008                                                       | 1                | 1997                                     |
| Real             | 1       | 2011                                                       | 1                | 2014                                     |
| GAS              | 1       | 1996                                                       | 3                | 2018, 2020, 2023                         |

### Títulos por cidade
| Cidade    | Títulos | Vices |
| --------- | ------- | ----- |
| Boa Vista | 25      | 25    |
| Caracaraí | 2       | 3     |
| Mucajaí   | 1       | 1     |
| São Luís  | 1       | 1     |

### Campeões consecutivos

#### Tricampeonatos
- São Raimundo: 1 vez (2018–20)

#### Bicampeonatos
- São Raimundo: 2 vezes (1997–98), (2022–23)
- Atlético Roraima: 1 vez (2001–02)
- Rio Negro: 1 vez (1999–00)